# Когнітивне упередження

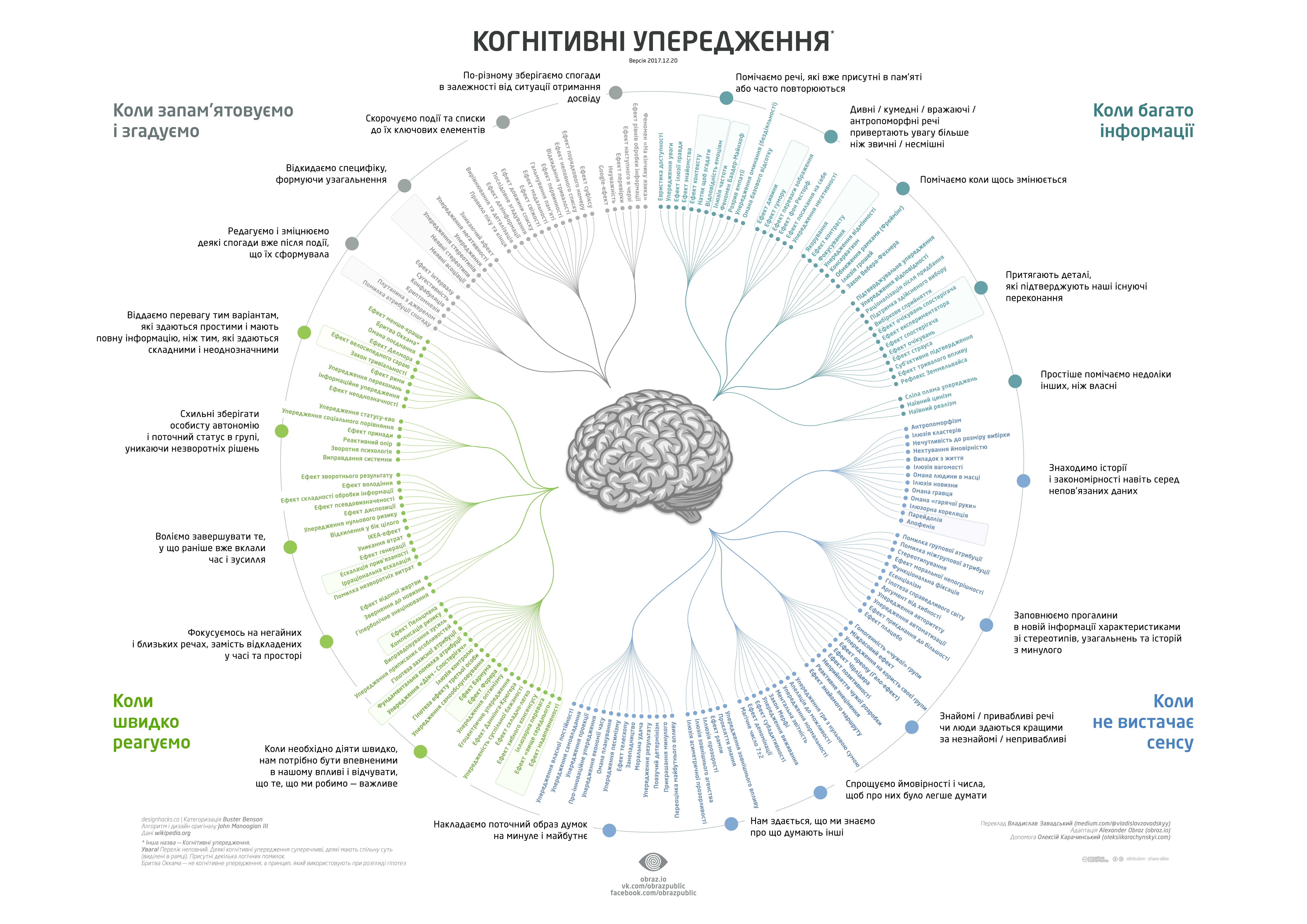
Когнітивні упередження можуть бути представлені у вигляді чотирьох категорій: коли багато інформації, коли не вистачає сенсу, коли швидко реагуємо, коли згадуємо і запам'ятовуємо.

Когнітивне упередження («когнітивна ілюзія» або «когнітивне спотворення» — англ. Cognitive bias) — відхилення у судженнях, яке супроводжується можливою нелогічністю у прийнятті висновків про інших людей і ситуації. Людина створює свою «суб'єктивну соціальну реальність» на основі власного сприйняття даних зовнішнього світу. Побудована індивідом соціальна реальність, а не реальні зовнішні дані, може диктувати його поведінку в соціальному світі, іноді призводячи до спотворення сприйняття, неточного судження, нелогічної інтерпретації, або того, що в широкому сенсі називається «ірраціональністю».
Деякі когнітивні упередження, імовірно, адаптивні. Деякі рішення, базовані на когнітивних упередженнях, парадоксально, можуть бути більш ефективними в ситуаціях поспіху. Когнітивні упередження дозволяють швидше ухвалювати рішення, коли швидкість реакції цінніша за точність, що відображено в евристиці.
Інші когнітивні упередження є наслідком обмежень людських можливостей щодо обробки даних чи результатом відсутності відповідних психічних механізмів (обмежена раціональність).
У галузях людських суджень і прийняття рішень когнітивної науки, соціальної психології і поведінкової економіки протягом останніх більш ніж шістьох десятиліть спостерігається постійний ріст статистики когнітивних упереджень.
Когнітивні упередження — важлива тема досліджень, оскільки «систематичні помилки» допомагають краще зрозуміти психологічні процеси, що лежать в основі сприйняття і судження. Канеман і Тверські (1996) стверджують, що когнітивні упередження мають ефективні практичні наслідки для окремих галузей, зокрема клінічного діагностування.

## Синоніми поняття
У літературі для опису когнітивних упереджень користуються термінами:
- когнітивне спотворення,
- когнітивне викривлення,
- когнітивна помилка,
- когнітивна девіація,
- когнітивна ілюзія,
- ілюзія мислення[4].

## Огляд
Упередження виникають з різних процесів, які часом важко вирізнити. Вони включають:
- спрямлення шляхів при обробці інформації (евристика)
- розумовий шум
- обмежену здатність розуму до обробки інформації
- емоційні і моральні мотивації
- соціальний вплив

Поняття когнітивного упередження було запропоновано Еймосом Тверські та Деніелом Канеманом у 1972 та випливало з їхнього досвіду відсутності в людей навичок рахування, або неможливості інтуїтивно розмірковувати з числами більшого порядку. Тверські, Канеман та колеги продемонстрували декілька відтворюваних шляхів, у яких людські судження та рішення відхиляються від теорії раціонального вибору. Тверські та Канеман пояснили людські відмінності у судженні та прийнятті рішення термінами евристики. Евристика використовує ментальні «скорочення шляху», які надають швидку оцінку відносно ймовірності непевних випадків (Baumeister & Bushman, 2010, p. 141). Евристика є для розуму легкою для обробки, але час від часу призводить до «значних та систематичних помилок» (Tversky & Kahneman, 1974, p. 1125).
Наприклад, евристика репрезентативності визначається як тенденція «оцінювати частоту або ймовірність» події на підставі того, наскільки подія «нагадує типовий випадок» (Baumeister & Bushman, 2010, p. 141). Так звана «проблема Лінди» ілюструє репрезентативну евристику (Tversky & Kahneman, 1983). Учасникам було надано опис «Лінди», який натякав, що Лінда може бути феміністкою (тобто, її описували як стурбовану питаннями дискримінації і соціальної справедливості). Потім учасників спитали, чи на їхню думку, Лінда з більшою ймовірністю є «(a) касиром у банку» або «(b) касиром у банку та активною учасницею феміністичного руху». Більшість обрали варіант «(b)». Ця похибка (математично, варіант (b) не може бути більш ймовірним ніж варіант (a)) є прикладом омани поєднання; Тверські та Канеман доводили, що учасники обирали варіант (b), бо він видавався більш «репрезентативним» або типовим для особи, яка могла б відповідати опису Лінди. Евристика репрезентативності може призводити до таких помилок, як активація стереотипів та невірні судження про інших (Haselton et al., 2005, p. 726).
Натомість, критики Канемана та Тверські такі як Герд Гігеренцер доводять, що евристика не повинна спричиняти твердження, що людське мислення є наповнене ірраціональними когнітивними упередженнями; натомість необхідно застосовувати тезу, що раціональність не є тотожною формальній логіці або підрахунку ймовірностей. Тим не менш, такі експерименти як «проблема Лінди» виросли в евристику та програму дослідження упереджень, що поширилася за межі академічної психології у інші науки, такі наприклад як медицина, політологія та економіка.

## Типи
Упередження можуть класифікуватися за багатьма напрямками. Наприклад, є упередження специфічні для груп (такі як зсув ризику) або для індивідуумів.
Деякі упередження впливають на прийняття рішень, де треба враховувати бажаність варіантів (наприклад, омана неповоротних витрат). Інші, такі як ілюзорна кореляція, впливають на судження наскільки щось є достовірним або чи є одна річ наслідком іншої. Чіткий клас упереджень впливає на пам'ять, такі як упередження постійності (згадування свого минулого відношення і поведінки як більш схожих до поточних, ніж було насправді).
Деякі упередження впливають на мотивацію людини, наприклад бажання позитивного сприйняття себе веде до упередження егоцентричності та когнітивного дисонансу уникнення неприємного.
Інші упередження спричинені тим, що мозок особливим чином сприймає інформацію, формує спогади та робить судження. Ці відмінності деколи називають «гаряче пізнання» або «холодне пізнання», оскільки мотивоване міркування може включати в себе стан збудження.
Серед «холодних» упереджень:
- деякі спричинені ігноруванням відповідної інформації (наприклад, відкидання ймовірності);
- деякі містять рішення або судження, на які вплинула непов'язана інформація (наприклад, ефект обмеження рамками, де та сама проблема отримає різну реакцію залежно від того, як вона описана; або упередження відмінності, коли варіанти, презентовані разом, обираються не так, як коли вони презентовані окремо;
- інші надають надмірної ваги неважливій, але характерній рисі проблеми (наприклад, якорування).

Те, що деякі упередження відбивають мотивацію, і зокрема мотивацію мати позитивне ставлення до самого себе, відповідальне за той факт, що багато упереджень орієнтовані на себе або корисливі (наприклад ілюзія асиметричної прозорливості, упередження корисливості, упередження проєкції). Також є упередження стосовно того, як індивідуум оцінює «мої групи» і «чужі групи»; «мої групи» оцінюються як більш різноманітні та «кращі» в багатьох аспектах, навіть якщо такі групи були визначені довільним шляхом (упередження «моєї групи», упередження гомогенності «чужих груп»).
Деякі когнітивні упередження належать до підгрупи упереджень зосередження уваги, тобто звертання підвищеної уваги на певні стимули. Було показано, наприклад, що люди, залежні від алкоголю та інших наркотиків, приділяли більше уваги подразникам, пов'язаним з наркотиками. Загальновідомі психологічні тести для вимірювання цих упереджень є завдання Струпа (англ. Stroop Task) і завдання пробної точки (англ. Dot Probe Task).
Нижче наводиться перелік більш вивчених когнітивних упереджень.
| Назва                                  | Опис |
| -------------------------------------- | --- |
| Фундаментальна помилка атрибуції (ФПА) | Також відома як упередження відповідності (Baumeister & Bushman, 2010) і є тенденцією, за якою люди надають надмірної ваги поясненням, заснованим на особистих якостях, для поведінки, яку вони спостерігають в інших. В той же час люди занижують роль та силу ситуаційного впливу на таку поведінку. Класичне дослідження Джонса та Гарріса (Jones and Harris) (1967) ілюструє ФПА: незважаючи на те, що учасникам повідомили, що спрямування промови (за Ф. Кастро чи проти нього) спікерові було призначено заздалегідь, вони все ж таки ігнорували такий ситуаційний тиск та відносили позицію «за Кастро» як підтримувану самим спікером, коли він про це говорив. |
| Підтверджувальне упередження           | Тенденція шукати або інтерпретувати інформацію таким чином, щоб вона підтверджувала всі наявні власні сприйняття. Крім того, люди можуть відкидати інформацію, яка не відповідає їхнім поглядам. Упередження підтвердження пов'язане з концепцією когнітивного дисонансу, а саме з тим, що індивіди знижують невідповідність, шукаючи інформацію, яка б знову підтвердила їх погляди (Jermias, 2001, p. 146). |
| Упередження корисливості               | Тенденція брати більшу відповідальність за успіхи, ніж за поразки. Також може виявлятися у тенденції до того, що люди оцінюють неоднозначну інформацію шляхом, який більше відповідає їхнім інтересам. |
| Упередження переконань                 | Оцінювання логічної силу аргументу в залежності від того, вірить особа, яка оцінює, у висновок чи ні. |
| Ефект обмеження рамками                | Використання дуже вузького підходу та опису ситуації або проблеми. |
| Упередження погляду у минуле           | Деколи також називається ефектом «я так і знав», і є схильністю бачити минулі події як передбачувані. |

Стаття 2012 року у Психологічному бюлетені стверджує, що принаймні 8 начебто непов'язаних упереджень можуть продукуватися одним і тим самим інформаційно-теоретичним генераційним механізмом. У статті показано, що шумові відхилення у інформаційних процесах, заснованих на спогадах, які перетворюють об'єктивні свідчення (спостереження) у суб'єктивні оцінки (рішення) можуть спричинити регресивний консерватизм, перегляд вірувань (Баєзійський консерватизм), ілюзорні зв'язки, ілюзорну зверхність (ефект краще ніж в середньому) і ефект «гірше ніж в середньому», ефект субадитивності, перебільшені очікування, самовпевненість, і ефект «важко-просто».

## Практичне значення
Багато соціальних інститутів спираються на те, що люди роблять раціональні судження.
Поточний режим регулювання цінних паперів здебільшого передбачає, що всі інвестори діють як повністю раціональні персони. Насправді, реальні інвестори стикаються з когнітивними обмеженнями від упереджень, евристики та ефектів обмеження рамками.
Справедливий суд присяжних, наприклад, вимагає, щоб журі присяжних ігнорувало особливості, які не стосуються справи, належним чином зважувало ті, що стосуються, неупереджено розглядало різні можливості та уникало таких оман як, наприклад, апелювання до емоцій. Різноманітні упередження, продемонстровані у психологічних експериментах свідчать, що люди часто не виконують усі вищезазначені вимоги. Однак роблять це у систематичний спосіб і певному напрямку, які можливо передбачити.
Когнітивні упередження також пов'язані зі збереженням забобонів, з вагомими соціальними проблемами як упередження і дискримінація, а також заважають сприйняттю публікою наукового неінтуїтивного знання.

## Зменшення когнітивного упередження
Подібно до Гігеренцера (1996), Газелтон та інші стверджують, що зміст та напрямок когнітивного упередження не є «некерованими» (Haselton et al. (2005) p. 730). Більш того, когнітивні упередження можуть бути контрольовані. Зменшення упередження (англ. Debiasing) — це техніка, яка має на меті зменшити упередження шляхом стимулювання людей використовувати контрольований (свідомий) механізм обробки інформації замість автоматичної обробки (Baumeister & Bushman, 2010, p. 155).
Наприклад, дослідження щодо зменшення ФПА (див.вище) виявили зв'язок між грошовим заохоченням та інформуванням учасників дослідження, що вони будуть відповідати за атрибуцію («навішування ярликів») з більш релевантною оцінкою.
Модифікація когнітивних упереджень (англ. Cognitive bias modification) є процесом зміни когнітивних упереджень у здорових людей, але також виокремлюється у зростаючий напрямок психологічної (не-фармацевтичної) терапії тривожності, депресії та залежності, який отримав назву Терапія модифікації когнітивного упередження (англ. Cognitive Bias Modification Therapy) або ТМКУ (англ. CBMT). ТМКУ є підгрупою терапій серед зростаючого напрямку психологічних терапій, з або без застосування медпрепаратів та розмовної терапії, який деколи називають Прикладними терапіями когнітивної обробки (англ. Applied Cognitive Processing Therapies). ТМКУ поєднує докази та теорію когнітивної моделі тривожності, когнітивної нейронауки та моделей уваги.